# Campionato del mondo F.I.S.A. di Subbuteo 1982
Il "4th F.I.S.A. World Championships" di Subbuteo (Calcio da tavolo) venne disputato a Barcellona, in Spagna, nel 1982.
Sono stati assegnati 2 titoli maschili:
- maschile
  - Seniores individuale
  - Juniores individuale

## Medagliere
| Pos. | Paese      | Oro | Argento | Bronzo | Totale |
| ---- | ---------- | --- | ------- | ------ | ------ |
| 1    | Italia     | 1   | 0       | 1      | 2      |
| 2    | Gibilterra | 1   | 0       | 0      | 1      |
| 3    | Germania   | 0   | 1       | 0      | 1      |
| -    | Francia    | 0   | 1       | 0      | 1      |
| 5    | Svizzera   | 0   | 0       | 1      | 1      |

## Categoria Seniores

### Risultati
Prima fase a gironi ed Eliminazione Diretta
- Individuale

| Oro     | Renzo Frignani | Italia         |
| Argento | Horst Becker   | Germania Ovest |
| Bronzo  | Willy Hofmann  | Svizzera       |

## Categoria Juniores

### Risultati
Prima fase a gironi ed Eliminazione Diretta
- Individuale

| Oro     | Joseph Bonfante | Gibilterra |
| Argento | Bruno Debray    | Francia    |
| Bronzo  | Pierpaolo Pesce | Italia     |